# Château-Chalon
Château-Chalon je francouzská obec v departmentu Jura ve Franche-Comté ve východní Francii.

## Poloha
Obec má rozlohu 10,17 km2. Nejvyšší bod leží v nadmořské výšce 563 m a nejnižší bod ve výšce 254 m n. m.